# Nakadzsima Szatoru
Nakadzsima Szatoru (中嶋 悟; Hepburn: Satoru Nakajima; Okazaki, Aicsi, Japán, 1953. február 23. –) japán autóversenyző, volt Formula–1-es pilóta. Fia, Nakadzsima Kazuki jelenleg a Toyota versenyzője a World Endurance Championship-ben.

## Pályafutása

### A Formula–1 előtt
Japán földműves szülők gyermekeként született, akik Okazaki mellett gazdálkodtak. Tizenhat évesen kezdett el gokartozni, miután befejezte tanulmányait és jogosítványt szerzett. 1973-ban a Suzuka Circuit sorozatban versenyzett, amit megnyert. Öt évvel később, 1978-ban a Japán Formula–2-ben megnyerte első versenyét, majd 1981-ben az első helyen végzett a bajnokságban, amit 1986-ig összesen öt alkalommal nyert meg (1981, 1982, 1984, 1985, 1986) a Honda V6-os motorjával.

### A Formula–1-ben

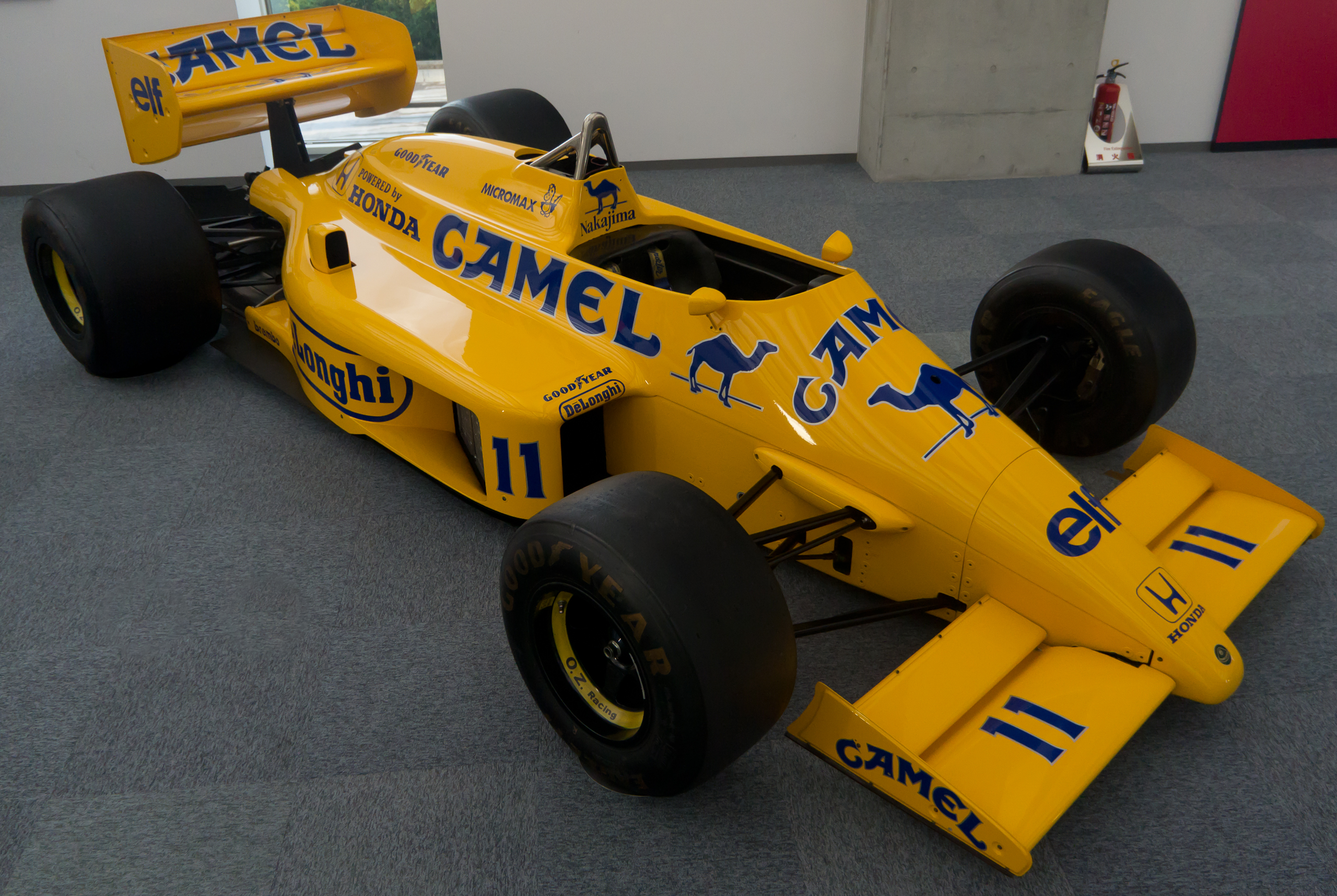
Nakadzsima 1987-es Lotusa

Nakadzsima 1987. április 12-én, a brazil nagydíjon debütált a Formula–1-ben a Lotus-Honda csapat versenyzőjeként. Első futamán 34 éves volt, így a sportág történetének egyik legidősebb versenyzőjeként kezdte meg Formula–1-es pályafutását.
Második versenyen, a San Marinó-i nagydíjon a hatodik helyen végzett, így megszerezte első pontját a bajnokságban, melyet további három pontszerzés követett. Szezonbeli legjobb helyezése egy 4. hely volt a Brit Nagydíjon.
A Honda 1988 után nem szállított motorokat a Lotusnak, és Nakadzsimának valamint csapattársának, Nelson Piquet-nek 1989-ben a gyenge Judd motorokkal ellátott autóval kellett versenyeznie. A párosnak eléggé kiegyenlítetlen szezonja volt, a belga nagydíjon pedig mind a ketten kiestek a kvalifikáción. Ilyen eset először fordult elő a Lotus harmincéves történetében, szimbolikusan jelezve a brit csapat végét. Nakadzsima az esős ausztrál nagydíjon megfutotta a verseny leggyorsabb körét, és negyedikként ért célba, egyetlen pontjait szerezve ezzel az évadban. Az 1987-es brit nagydíj mellett ez volt karrierje legjobb helyezése.
Nakadzsima 1990-ben a Tyrrellhez szerződött, és a következő évben a Honda is követte a japán pilótát, aki két eseménytelen évet töltött a csapatnál, amellyel csupán négyszer szerzett pontot az itt töltött évek során. Az 1991-es szezon végén befejezte versenyzői pályafutását.

### A Formula–1 után
Még Formula–1-es karrierje alatt, 1989-ben megalapította a Nakajima Racinget, amely elsősorban a japán Formula Nippon (a mai Super Formula) sorozatban szerepel, de indít versenyzőket a Super GT-ben is. Ennél a csapatnál 3 olyan versenyző is megfordult, aki később a Formula–1-ben is lehetőséghez jutott, ilyen volt pl.: Ralph Firman, André Lotterer és Toranosuke Takagi, de a 2013-ban a Le Mans-i 24 órást megnyerő francia Loic Duval, valamint a túraautó-világbajnokságon évek óta szereplő Tom Coronel is versenyzett náluk.

## Eredményei

### Teljes Formula–1-es eredménysorozata
(Táblázat értelmezése)

(Félkövér: pole-pozícióból indult; dőlt: leggyorsabb kört futott) 

| Év   | Csapat                      | 1     | 2      | 3      | 4      | 5      | 6      | 7      | 8      | 9      | 10     | 11     | 12     | 13     | 14     | 15     | 16     | Helyezés | Pont |
| ---- | --------------------------- | ----- | ------ | ------ | ------ | ------ | ------ | ------ | ------ | ------ | ------ | ------ | ------ | ------ | ------ | ------ | ------ | -------- | ---- |
| 1987 | Camel Team Lotus Honda      | BRA 7 | SMR 6  | BEL 5  | MON 10 | DET Ki | FRA -  | GBR 4  | GER Ki | HUN Ki | AUT 13 | ITA 11 | POR 8  | ESP 9  | MEX Ki | JPN 6  | AUS Ki | 12.      | 7    |
| 1988 | Camel Team Lotus Honda      | BRA 6 | SMR 8  | MON NK | MEX Ki | CAN 11 | DET NK | FRA 7  | GBR 10 | GER 9  | HUN 7  | BEL Ki | ITA Ki | POR Ki | ESP Ki | JPN 7  | AUS Ki | 16.      | 1    |
| 1989 | Camel Team Lotus            | BRA 8 | SMR -  | MON NK | MEX Ki | USA Ki | CAN NK | FRA Ki | GBR 8  | GER Ki | HUN Ki | BEL NK | ITA 10 | POR 7  | ESP Ki | JPN Ki | AUS 4  | 21.      | 3    |
| 1990 | Tyrrell Racing Organisation | USA 6 | BRA 8  | SMR Ki | MON Ki | CAN 11 | MEX Ki | FRA Ki | GBR Ki | GER Ki | HUN Ki | BEL Ki | ITA 6  | POR NI | ESP Ki | JPN 6  | AUS Ki | 15.      | 3    |
| 1991 | Braun Tyrrell Honda         | USA 5 | BRA Ki | SMR Ki | MON Ki | CAN 10 | MEX 12 | FRA Ki | GBR 8  | GER Ki | HUN 15 | BEL Ki | ITA Ki | POR 13 | ESP 17 | JPN Ki | AUS Ki | 15.      | 2    |